# 5482 Korankei
5482 Korankei este un asteroid din centura principală de asteroizi.

## Descriere
5482 Korankei este un asteroid din centura principală de asteroizi. A fost descoperit pe 27 februarie 1990 la Toyota de Kenzo Suzuki și Takeshi Urata. Asteroidul prezintă o orbită caracterizată de o semiaxă mare de 2,52 ua, o excentricitate de 0,19 și o înclinație de 4,4° în raport cu ecliptica.